# NGC 1590
NGC 1590 (również PGC 15368 lub UGC 3071) – galaktyka spiralna (S/P), znajdująca się w gwiazdozbiorze Byka. Odkrył ją Heinrich Louis d’Arrest 28 października 1865 roku.
W galaktyce tej zaobserwowano supernową SN 2007rz.